# Deuterodon langei
Deuterodon langei es una especie de pez de la familia Characidae en el orden de los Characiformes.

## Morfología
Los machos pueden llegar alcanzar los 9,4 cm de longitud total.

## Hábitat
Vive en zonas de clima tropical.

## Distribución geográfica
Se encuentran en Sudamérica:  cuencas fluviales costeras entre el río cubatas y la cuenca del río Nhundiaquara (Brasil ).